# Aër (liturgie)

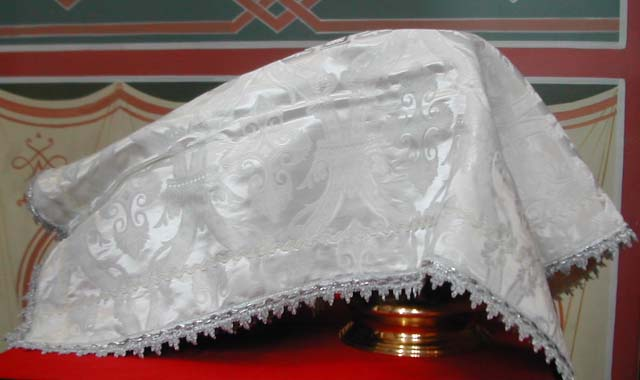
Aër recouvrant le calice et la patène sur la Table de prothèse.

L'Aër (grec ancien : Ἀήρ, Aër, lit. « air » ; grec moderne : Αέρας, Aéras ; vieux slavon : Воздýхъ, Vozdúkh) est un grand voile recouvrant le calice et la patène dans le rituel des Églises d'Orient — Église orthodoxe et Églises catholiques de rite byzantin —. Rectangulaire, il correspond au voile utilisé pour couvrir le calice et la patène dans le rite catholique, mais en plus grand. Il est souvent confectionné dans les mêmes tissus et dans les mêmes couleurs que le costume ecclésiastique que revêt le prêtre officiant et orné de franges sur son pourtour. Des glands peuvent également être cousus à chacun de ses angles.
Il tient son nom soit de la légèreté du tissu dans lequel il est confectionné, soit, plus surement, au fait que lors du Credo de la Divine Liturgie, le prêtre le tient haut en l'air et le fait onduler lentement au-dessus du calice et de la patène. Son usage initial était de couvrir le calice afin d'en prévenir toute pollution avant la consécration. Il symbolise les langes dont le Christ fut revêtu à la Nativité et le linceul dont il fut recouvert lors de la Mise au tombeau. Les deux thèmes se trouvent dans le texte de la Liturgie de la Préparation. L'Aër est mentionné pour la première fois sous ce nom dans une explication de la Divine Liturgie d'un auteur du VIe siècle et il y est fait allusion dans les actes du deuxième concile de Constantinople (553).

## Divine Liturgie

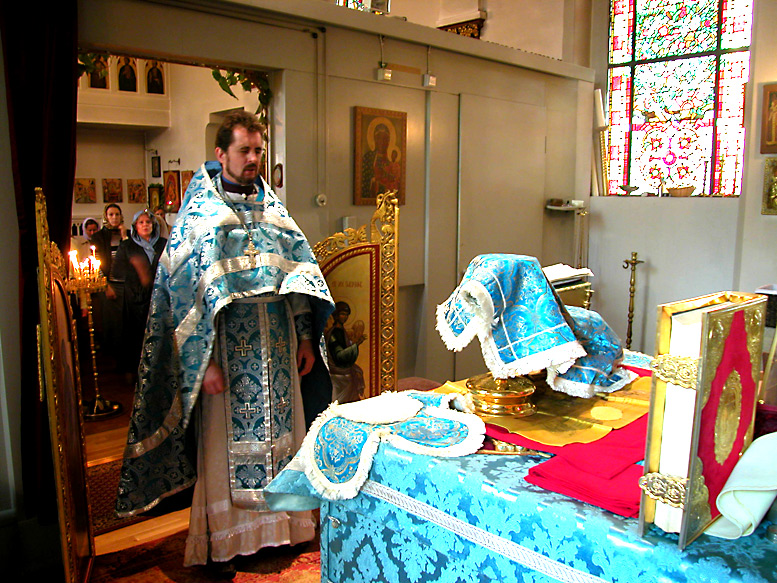
Un prêtre se tient près de l'autel après la Grande Entrée. L'Aër recouvre le calice et la patène.

Lors de la Liturgie de la Préparation, qui précède la Divine Liturgie proprement dite, lorsque l'Aër doit être disposé au-dessus des Saints Dons (le pain et le vin de l'Eucharistie), il est d'abord entouré autour de l'encensoir puis déroulé et déposé sur les Dons de telle façon que le haut de l'Aër touche juste la Table de prothèse.
Lorsque l'Aër ne couvre pas les Dons, il est plié (généralement en deux sur trois de manière qu'une fois déplié, les plis forment une croix.) Très souvent, l'Aër comporte une croix brodée en son exact centre pour que, déplié, la croix soit bien visible.
Lors de la Grande Entrée, alors que les objets du culte sont apportés à l'autel en procession, le prêtre place l'Aër sur l'épaule gauche du diacre avant de lui tendre la patène. Le prêtre porte, lui, le calice. Pour cette raison, l'Aër comporte souvent des rubans cousus de façon à pouvoir le maintenir en place. S'il n'y a pas de diacre, le prêtre dispose l'Aër autour de ses propres épaules, comme une cape, afin d'avoir les mains libres pour porter le calice et la patène.
Avant le Credo, le prêtre baise symboliquement le calice et la patène en baisant l'Aër qui les touche, puis il baise le devant de l'autel. Durant le Credo, le prêtre soulève l'Aër et le fait doucement onduler au-dessus des Dons, marquant ainsi la présence du Saint-Esprit. Lorsqu'un évêque préside au culte, le prêtre concélébrant soulève l'Aër tandis que l'évêque se prosterne ou s'incline au-dessous. Après le Credo, l'Aër est plié et déposé sur l'autel. Dans certaines pratiques, le prêtre se tourne vers les fidèles et les bénit lors du Sursum corda.
Après la Communion, l'Aër est déposé, plié, sur la patène avec l'Épée, la cuiller, l'astérisque, les linges secondaires et le tout et remporté par le diacre sur la Table de prothèse.

## Autres usages

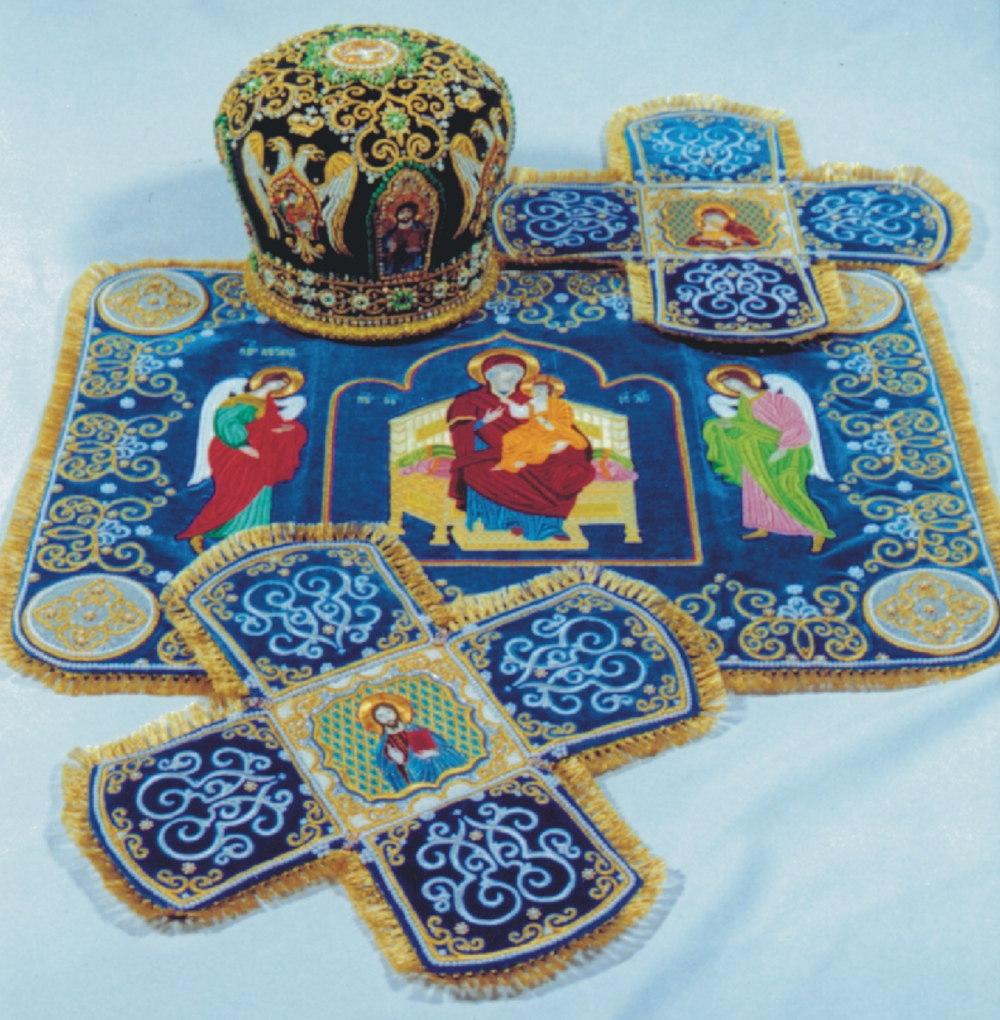
Un Aër finement brodé et des linges secondaires en forme de croix pour le calice et la patène (en haut, à gauche, une mitre).

- Lorsqu'un évêque visite une église ou un monastère, il est accueilli par le prêtre supérieur : celui-ci tient un plateau recouvert de l'Aër, sur lequel est déposé une croix de bénédiction qu'il baise.

- Lors de l'ordination d'un prêtre, juste avant la Grande Entrée, l'évêque revêt de l'Aër la tête et les épaules de l'impétrant. Celui-ci n'entre pas dans le sanctuaire avec le reste du clergé ; il demeure devant les Saintes Portes. Puis l'évêque retire l'Aër de la tête et des épaules du candidat, le dépose sur les Dons et l'encense. Puis vient le rite de l'ordination proprement dite.

- Lors de l'Exaltation de la Sainte-Croix, une croix est déposée sur un plateau recouvert de l'Aër et décoré de feuilles de basilic et de fleurs. Le plateau est porté par le prêtre de la Table de prothèse à l'autel, où il demeure jusqu'à la Grande Doxologie, à la fin de l'Orthros. Il porte solennellement ce plateau jusqu'au centre du sanctuaire et les fidèles défilent pour vénérer la croix.

- À la mort d'un prêtre ou d'un évêque, lors de la toilette mortuaire précédant l'inhumation, son visage est recouvert de l'Aër afin de manifester sa proximité avec les Saints Mystères.

- Dans quelques monastères du Mont Athos, lorsque l'Ecclésiarque (le sacristain) ou le Parecclésiarque (son assistant) encensent, ils portent un Aër sur l'épaule gauche.

#### Articles
- Aër Article de la "Catholic Encyclopedia"

### Photographies
- Fin de la prothèse : l'Aër est au premier plan avec l'astérisque au-dessus.
- Avant le Credo : le prêtre baise le calice et la patène au-travers de l'Aër.
- Élévation de l'Aër lors du Credo (concélébration par trois prêtres).
- Liturgie hiérarchique : deux évêques s'inclinent sous l'Aër porté par les prêtres.
- Ordination d'un prêtre portant l'Aër lors de la Grande Entrée.